# Hyperstrotia subtincta
Hyperstrotia subtincta är en fjärilsart som beskrevs av W. Warren 1913. Hyperstrotia subtincta ingår i släktet Hyperstrotia och familjen nattflyn. Inga underarter finns listade i Catalogue of Life.